# Kuaiqi
Il Kuaiqi Zhengba (快棋爭霸戰T, lett. "Battaglia di go veloce") è un torneo goistico taiwanese, caratterizzato dall'avere tempi ridotti (formato «hayago». È stato organizzato a partire dal 2020 dalla Associazione professionale cinese di Go (Chinese Professional Weiqi Association, CPWA), con la collaborazione della Haifong Qiyuan e della Pei-Sheng Cultural and Educational Foundation; nelle prime due edizioni è stato sponsorizzato dalla United Microelectronics Corporation.

## Formato
Si tratta di un torneo a eliminazione diretta, con finale al meglio dei tre incontri. Alcuni partecipanti ricevono un bye e accedono direttamente ai sedicesimi di finale.

## Albo d'oro
| Edizione | Anno | Vincitore    | Risultato | Finalista     |
| -------- | ---- | ------------ | --------- | ------------- |
| 1        | 2020 | Wang Yuanjun | 2-0       | Lin Junyan    |
| 2        | 2021 | Xu Haohong   | 2-0       | Jian Jingting |
| 3        | 2022 | Xu Haohong   | 2-0       | Wang Yuanjun  |
| 4        | 2023 | Xu Jingen    | 2-0       | Lin Yancheng  |
| 5        | 2024 | Xu Haohong   | 2-1       | Xu Jingen     |